# Blackberry Smoke
Blackberry Smoke ist eine US-amerikanische Southern-Rock-Band aus Atlanta, Georgia.

## Geschichte
Blackberry Smoke wurde im Jahr 2000 in Atlanta als Quartett gegründet, das sich 2009 mit dem Einstieg eines festen Keyboarders zum Quintett erweiterte.
In Europa steht die Band seit ihrem dritten Album The Whippoorwill bei dem englischen Label Earache Records unter Vertrag, das insbesondere für extreme Metal-Varianten bekannt ist.
Das vierte Album Holding All the Roses nahm die Band innerhalb von zwei Wochen auf. In den USA erreichte es den ersten Platz der Billboard-Country-Charts.
Im Durchschnitt spielt die Band jährlich 250 Konzerte.
Am 3. März 2024 verstarb Schlagzeuger Brit Turner an den Folgen einer Krebserkrankung. Seit Turners Tod tourt die Band mit Schlagzeuger Kent Aberle, der bereits während Turners Krankheitsphase immer wieder als sein Ersatz fungierte.

## Stil
Die Band spielt Southern Rock mit Einflüssen aus Outlaw Country, Bluegrass, Gospel und R&B, wobei sie „ohne Redneck-Mief“ auskommt.
So sind auf dem fünften Album neben Country und Rock auch „Elemente aus Gospel, Blues, Pop“ im Sound zu hören. Auf dem 2016 erschienenen "Like an Arrow" entwickelte sich der Stil in Richtung eines ruhigeren Sounds mit Elementen von Americana, Funk und Soul.

## Diskografie

### Studioalben
| Jahr | Titel Musiklabel                        | Höchstplatzierung, Gesamtwochen, AuszeichnungChartplatzierungen (Jahr, Titel, Musiklabel, Platzierungen, Wochen, Auszeichnungen, Anmerkungen) | Höchstplatzierung, Gesamtwochen, AuszeichnungChartplatzierungen (Jahr, Titel, Musiklabel, Platzierungen, Wochen, Auszeichnungen, Anmerkungen) | Höchstplatzierung, Gesamtwochen, AuszeichnungChartplatzierungen (Jahr, Titel, Musiklabel, Platzierungen, Wochen, Auszeichnungen, Anmerkungen) | Höchstplatzierung, Gesamtwochen, AuszeichnungChartplatzierungen (Jahr, Titel, Musiklabel, Platzierungen, Wochen, Auszeichnungen, Anmerkungen) | Höchstplatzierung, Gesamtwochen, AuszeichnungChartplatzierungen (Jahr, Titel, Musiklabel, Platzierungen, Wochen, Auszeichnungen, Anmerkungen) | Anmerkungen                              |
| Jahr | Titel Musiklabel                        | DE | AT | CH | UK | US | Anmerkungen                              |
| ---- | --------------------------------------- | --- | --- | --- | --- | --- | ---------------------------------------- |
| 2003 | Bad Luck Ain’t No Crime BamaJam Records | — | — | — | — | — | Erstveröffentlichung: 7. Januar 2003     |
| 2009 | Little Piece of Dixie BamaJam Records   | — | — | — | — | — | Erstveröffentlichung: 29. September 2009 |
| 2012 | The Whippoorwill Earache Records        | DE97 (1 Wo.)DE | — | — | UK30 (2 Wo.)UK | US40 (2 Wo.)US | Erstveröffentlichung: 14. August 2012    |
| 2015 | Holding All the Roses Earache Records   | DE32 (1 Wo.)DE | AT52 (1 Wo.)AT | CH24 (1 Wo.)CH | UK17 (2 Wo.)UK | US29 (2 Wo.)US | Erstveröffentlichung: 10. Februar 2015   |
| 2016 | Like an Arrow Earache Records           | DE31 (1 Wo.)DE | — | CH44 (1 Wo.)CH | UK8 (1 Wo.)UK | US12 (2 Wo.)US | Erstveröffentlichung: 14. Oktober 2016   |
| 2018 | Find a Light Earache Records            | DE21 (2 Wo.)DE | AT25 (1 Wo.)AT | CH25 (2 Wo.)CH | UK12 (1 Wo.)UK | US31 (1 Wo.)US | Erstveröffentlichung: 6. April 2018      |
| 2021 | You Hear Georgia Earache Records        | DE21 (2 Wo.)DE | AT34 (1 Wo.)AT | CH9 (4 Wo.)CH | UK17 (1 Wo.)UK | US55 (1 Wo.)US | Erstveröffentlichung: 28. Mai 2021       |
| 2024 | Be Right Here Earache Records           | DE16 (1 Wo.)DE | AT45 (1 Wo.)AT | CH10 (1 Wo.)CH | UK31 (1 Wo.)UK | US135 (1 Wo.)US | Erstveröffentlichung: 16. Februar 2024   |

### Livealben
| Jahr | Titel                                              | Höchstplatzierung, Gesamtwochen, AuszeichnungChartplatzierungen (Jahr, Titel, Platzierungen, Wochen, Auszeichnungen, Anmerkungen) | Höchstplatzierung, Gesamtwochen, AuszeichnungChartplatzierungen (Jahr, Titel, Platzierungen, Wochen, Auszeichnungen, Anmerkungen) | Höchstplatzierung, Gesamtwochen, AuszeichnungChartplatzierungen (Jahr, Titel, Platzierungen, Wochen, Auszeichnungen, Anmerkungen) | Höchstplatzierung, Gesamtwochen, AuszeichnungChartplatzierungen (Jahr, Titel, Platzierungen, Wochen, Auszeichnungen, Anmerkungen) | Höchstplatzierung, Gesamtwochen, AuszeichnungChartplatzierungen (Jahr, Titel, Platzierungen, Wochen, Auszeichnungen, Anmerkungen) | Anmerkungen                        |
| Jahr | Titel                                              | DE | AT | CH | UK | US | Anmerkungen                        |
| ---- | -------------------------------------------------- | --- | --- | --- | --- | --- | ---------------------------------- |
| 2014 | Leave a Scar, Live: North Carolina Earache Records | DE49 (1 Wo.)DE | — | — | UK35 (1 Wo.)UK | US128 (1 Wo.)US | Erstveröffentlichung: 8. Juli 2014 |

Weitere Livealben
- 2019: Homecoming/Live in Atlanta

### EPs
- 2008: New Honky Tonk Bootlegs
- 2008: Little Piece of Dixie EP
- 2015: Wood, Wire & Roses
- 2018: The Southern Ground Sessions
- 2020: Live from Capricorn Sound Studios
- 2021: Stoned

### Singles
- 2009: Good One Comin’ On
- 2013: Pretty Little Lie
- 2013: Ain’t Much Left of Me
- 2014: Wood, Wire, Roses
- 2015: Living in the Song
- 2015: Too High
- 2016: Waiting for the Thunder
- 2016: Pearls
- 2016: Believe You Me
- 2016: Sunrise in Texas
- 2016: Let It Burn
- 2018: Flesh and Bone
- 2018: Best Seat in the House
- 2018: Let Me Down Easy
- 2018: I’ll Keep Ramblin
- 2020: Midnight Rider
- 2020: Take the Highway
- 2020: Keep on Smiling
- 2020: Southern Child
- 2021: You Hear Georgia
- 2021: Hey Delilah
- 2021: Ain’t the Same
- 2021: All Rise Again
- 2024: A Little Bit Crazy
- 2024: Come Go With Us